# 加藤学園高等学校
加藤学園高等学校（かとうがくえんこうとうがっこう）は、静岡県沼津市にある私立の高等学校である。略称はカト学である。
校訓は「至誠…まごころを尽くす」であり、徳育という本校独自の教科も取り入れられている。

## 運営法人
- 学校法人加藤学園

## 設置学科
- 特進部:通称SP(普通科)

特別進学コース、α選抜コース
- 進学部:通称P（普通科）
- 総合学部:通称G（普通科）

文系コース、理系コース、教育福祉コース、スポーツマネジメントコース、情報ビジネスコース（2年次からの選択）

## 進路指導
特進部は0限授業や7・8限授業を実施。放課後の補習、小論文指導、総合型入試指導などの進路指導が行われている。他にも特進部では夏の勉強合宿や、3年生の冬休みにはセンター講習などがある。
外部模試は主にベネッセの模試を受験させる。また毎年7月には3年生の指定校推薦などを決める全学部統一のテストがある。

## 主な進路先
卒業生の約60%が四年制大学、約10%が短期大学、約15%が専門学校に進学する。県内や首都圏をはじめ各大学からの指定校推薦枠も多い。特に帝京大学グループとは提携を結んでおり、帝京大学や帝京平成大学などに多くの生徒が進学する。また医療・福祉系の大学・短大・専門学校に進学する生徒も多い。

## 沿革
- 1926年（大正15年）4月 沼津淑徳女学院として開校
- 1934年（昭和 9年）1月 沼津女子商業学校と改称
- 1948年（昭和23年）4月 沼津女子高等学校となる
- 1954年（昭和29年）4月 沼津女子商業高等学校と改称
- 1974年（昭和49年）4月 沼津女子高等学校に復称
- 1983年（昭和58年）4月 加藤学園高等学校と改称
- 2020年（令和2年） 第92回選抜高等学校野球大会初出場（ただし、新型コロナウイルス感染症の流行の影響で大会は中止された）。代替の2020年甲子園高校野球交流試合へ出場。鹿児島城西と対戦し、3-1で勝利。甲子園初勝利を挙げた[1]。

## 所在地
- 静岡県沼津市大岡自由ヶ丘1979

## 著名な出身者
- 安田壮史 - プロバスケットボール選手
- 深澤美和 - 元女子プロ野球選手
- 塩谷千晶 - 女子プロ野球選手
- 髙橋朋己 - プロ野球選手（埼玉西武ライオンズ）
- 下田裕太 - 陸上競技選手
- 渡邊菜々美 - 陸上競技選手
- 三浦永理 - 競艇選手（第91期。賞金女王決定戦競走優勝者）
- 小山翔吾 - 歌手
- 藤木由貴 - タレント
- 勝又桜 - 元競艇選手
- 板橋侑我 - 競艇選手
- 真梨幸子-小説家

## 著名な教職員・関係者
- 米山学 - 同校硬式野球部監督